# Vellerot-lès-Belvoir
Vellerot-lès-Belvoir – miejscowość i gmina we Francji, w regionie Burgundia-Franche-Comté, w departamencie Doubs.
Według danych na rok 1990 gminę zamieszkiwało 120 osób, a gęstość zaludnienia wynosiła 20 osób/km² (wśród 1786 gmin Franche-Comté Vellerot-lès-Belvoir plasuje się na 623. miejscu pod względem liczby ludności, natomiast pod względem powierzchni na miejscu 725.).